# Kostel Panny Marie Matky ustavičné pomoci (Praha)
Kostel Panny Marie Matky Ustavičné pomoci a sv. Kajetána, zvaný též U Kajetánů, je římskokatolický klášterní kostel v Nerudově ulici v Praze 1 na Malé Straně. Byl postaven spolu s klášterem theatinů (někdy nazývaných dle svého zakladatele kajetáni). Společně s klášterem je kostel od roku 1964 chráněn jako národní kulturní památka.

## Historie

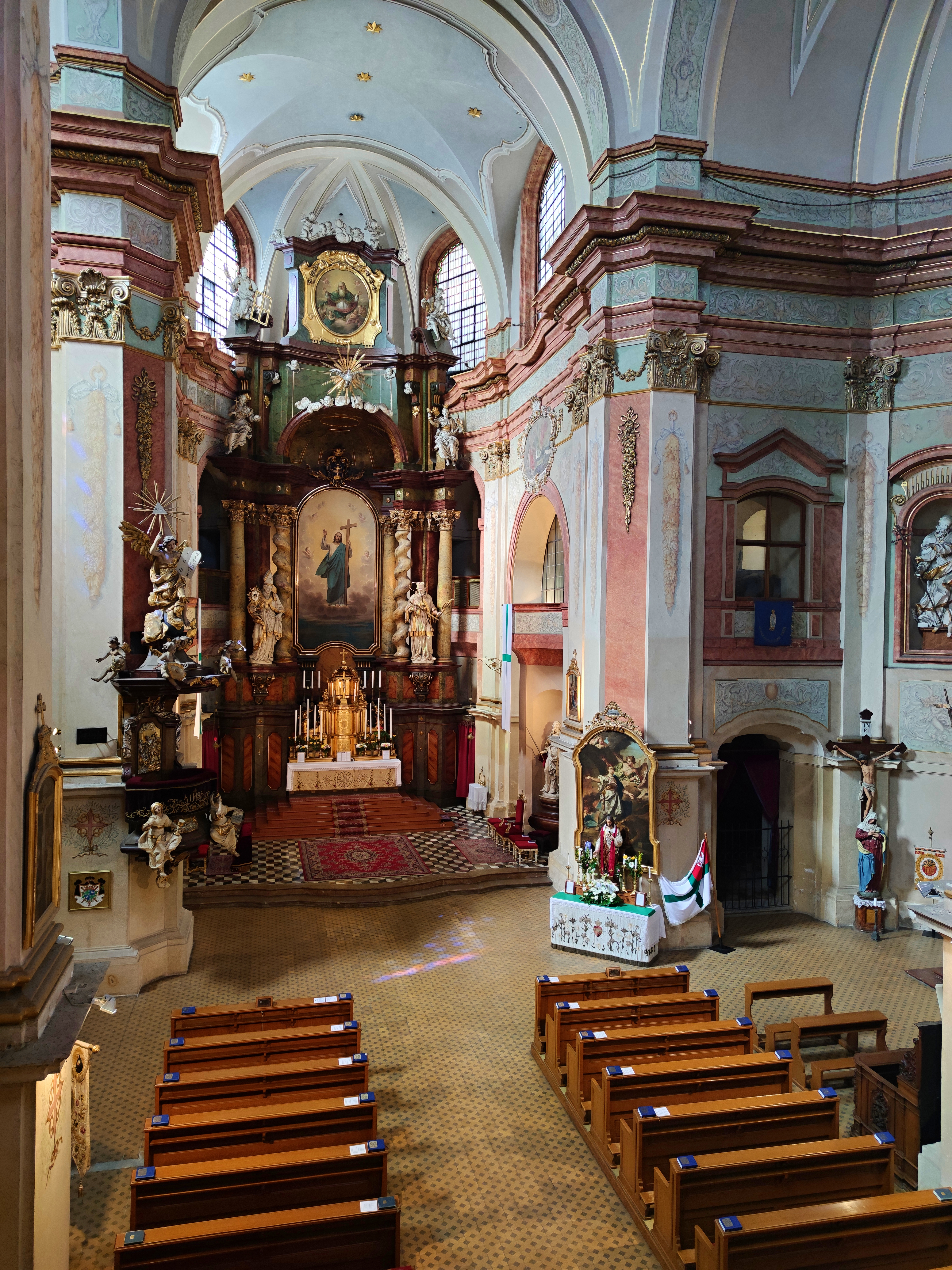
Presbytář kostela s hlavním oltářem, kazatelnou a oltářem sv. Tekly - 2019

Původní nerealizovaný návrh kostela, který případně mohl být zamýšlen i pro pozemek Kajetánky v Břevnově, vytvořil roku 1679 slavný řádový architekt theatinů a matematik Guarino Guarini. Návrh předbíhal vývoj architektury v pražském prostředí, jeho půdorys prolínajících se oválných travé lodi, které by však nebyly patrné v exteriéru, bohatě profilované a zalamované římsy v interiéru a dynamická konvexně-konkávní fasáda připomínají díla radikálního baroka o několik desetiletí mladšího pražského stavitele Kiliána Ignáce Dientzenhofera. Realizace stavby kostela se však komplikovala a protahovala kvůli nutnosti zboření černé Strahovské brány a dohody s obcí, zvláště ohledně novostavby související celnice.
Základní kámen kostela položil v roce 1691 arcibiskup pražský hrabě Jan Bedřich z Valdštejna, stavba byla dokončena patrně počátkem 18. století a k vysvěcení došlo až 29. září 1717. Světitelem byl tehdejší světící biskup pražský a pozdější arcibiskup Daniel Josef Mayer z Mayernu. Klášter a jeho učiliště sloužily především k výchově a duchovní kariéře šlechtických synů.
Po zrušení kláštera během josefinských reforem v roce 1789 hrozila kostelu demolice, nakonec byl ale zachráněn a svěřen do správy náboženské matice. Roku 1869 jej pro Kongregaci Nejsvětějšího Vykupitele, tzv. redemptoristy, zakoupili i s klášterem emeritní císař Ferdinand I. Dobrotivý s manželkou Marií Annou Savojskou. Ti kostel zrenovovali a změnili jeho dosavadní patrocinium Panny Marie pod ochranou Božské prozřetelnosti a sv. Kajetána na současné.
Redemptoristé zde působili až do Akce K v dubnu roku 1950. Mezi lety 1950 až 2004 kostel provozovala pražská arcidiecéze ve spolupráci s farností u sv. Tomáše. V roce 2004 byl kostel opět navrácen redemptoristům. Ti jej v letech 2018 - 2021 propůjčili do správy orleánské obedience Vojenského a špitálního řádu sv. Lazara Jeruzalémského – Bohemia. Řád obnovil historickou výzdobu kostela a po více než padesáti pravidelné mše svaté v tradičním římském ritu. Kostel byl též za doby působení řádu denně otevřen k návštěvě a osobní modlitbě věřících. Od srpna 2021 je kostel ve správě Arcidiecézní charity Praha a jeho rektorem se stal P. Stanislav Přibyl.

## Popis

### Architektura
Kostel je jednolodní stavbou na křížovém půdorysu s polokruhovým půdorysem boční kaplí a střední kupolí v křížení. Má ojedinělou vnitřní dispozicí v duchu radikálního římského baroka. První projekt roku 1679 vytvořil italský architekt a theatin Guarino Guarini. Stavbu prováděl pravděpodobně Giovanni Domenico Orsi. Autorství bylo dříve připisováno Jeanu Baptistu Matheyovi, podle Pavla Vlčka byl autorem Giovanni Domenico Orsi. Výslednou podobu zřejmě příliš neovlivnil Jan Blažej Santini-Aichel, který se podílel na dokončení stavby teprve roku 1706, a provedl jen konkávně zvlněnou fasádu hlavního průčelí.

## Oltáře

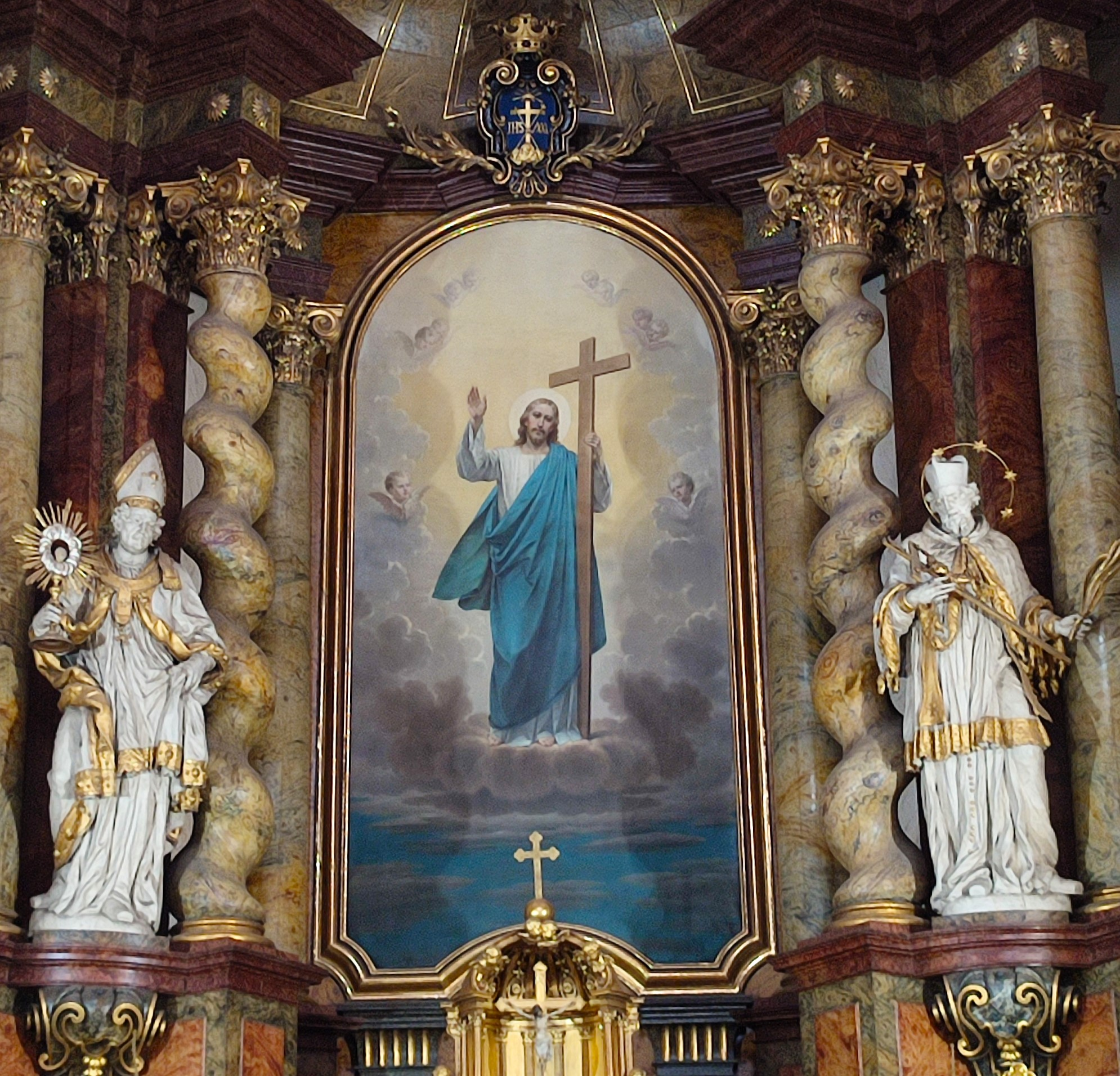
Josef Mathauserː Kristus Spasitel (1899) mezi sochami sv. Norberta a sv. Jana Nepomuka od Matěje Václava Jäckela (1724

- Hlavní stacionární oltář má dřevěnou zčásti štafírovanou (mramorovanou) architekturu. Byl zřízen nákladem Václava Norberta Oktaviána hraběte Kinského, jehož znak nad hlavním obrazem roku 1869 vyměnili redemtoristé za svůj znak. Oltáři bylo uděleno speciální privilegium „Statio septima“, tj. stejné odpustky jako má sedm poutních bazilik v Římě.[6] Toto privilegium bylo v Česku unikátní, nejbližší další stacionární oltář byl v Rakousku. Původní oltářní obraz představoval Královnu nebes Pannu Marii s Jezulátkem, které podává škapulíř sv. Kajetánovi, dále sv. Ondřej Avellinský sv. Václav a sv. Leopold. Autorem nedochovaného obrazu z roku 1706 byl Jan Valerián Callot.[7], v roce 1899 jej nahradil nový oltářní obraz Krista Spasitele od Josefa Mathausera. Nad obrazem bylo sousoší Nejsvětější Trojice, z něhož se dochovala pouze soška holubice Ducha Svatého na kladí, obklopená sochami sv. Vavřince, sv. Šebestiána, sv. Markéty Kortonské a sv. Barbory. V nástavci je obraz Boha Otce, který roku 1899 nahradil původní tzv. andělské okno. Po stranách oltářního obrazu sochy sv. Norberta a sv. Jana Nepomuckého z dílny Matěje Václava Jäckela[8] a Ignáce Františka Weisse, zhruba z roku 1724. Po stranách v nikách presbytáře stojí nadživotní sochy sv. Petra a sv. Pavla od Karla Josefa Hiernleho zhruba z roku 1728, které až do roku 1899 byly umístěny v nástavci hlavního oltáře pod sochami sv. Norberta a sv. Jana Nepomuckého. Barokní mřížku, oddělující presbytář od kostela, odstranil zdejší kněz v polovině osmdesátých let.

- Privilegovaný oltář svaté Tekly

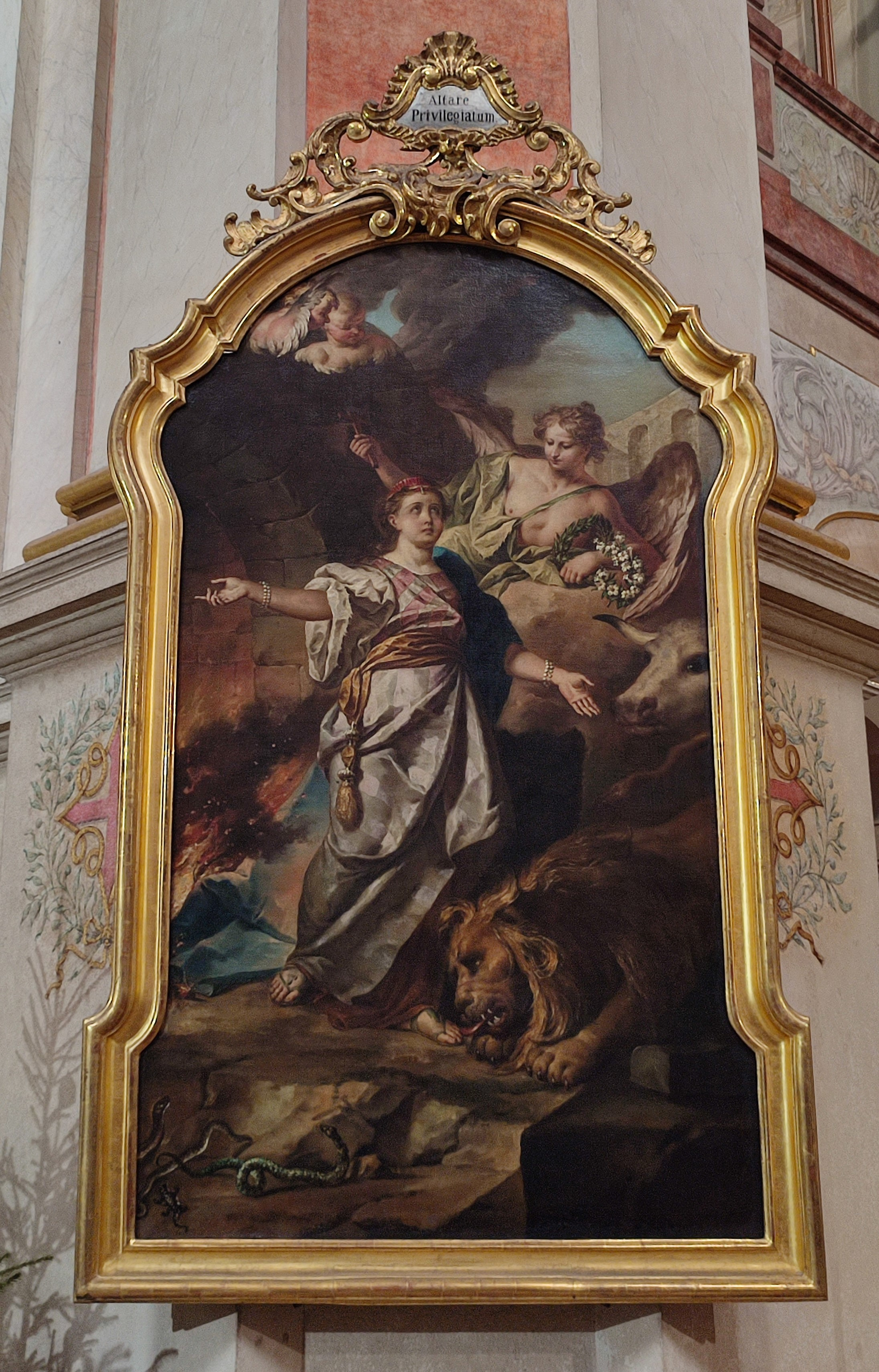
Obraz svaté Tekly na poušti, František Xaver Palko

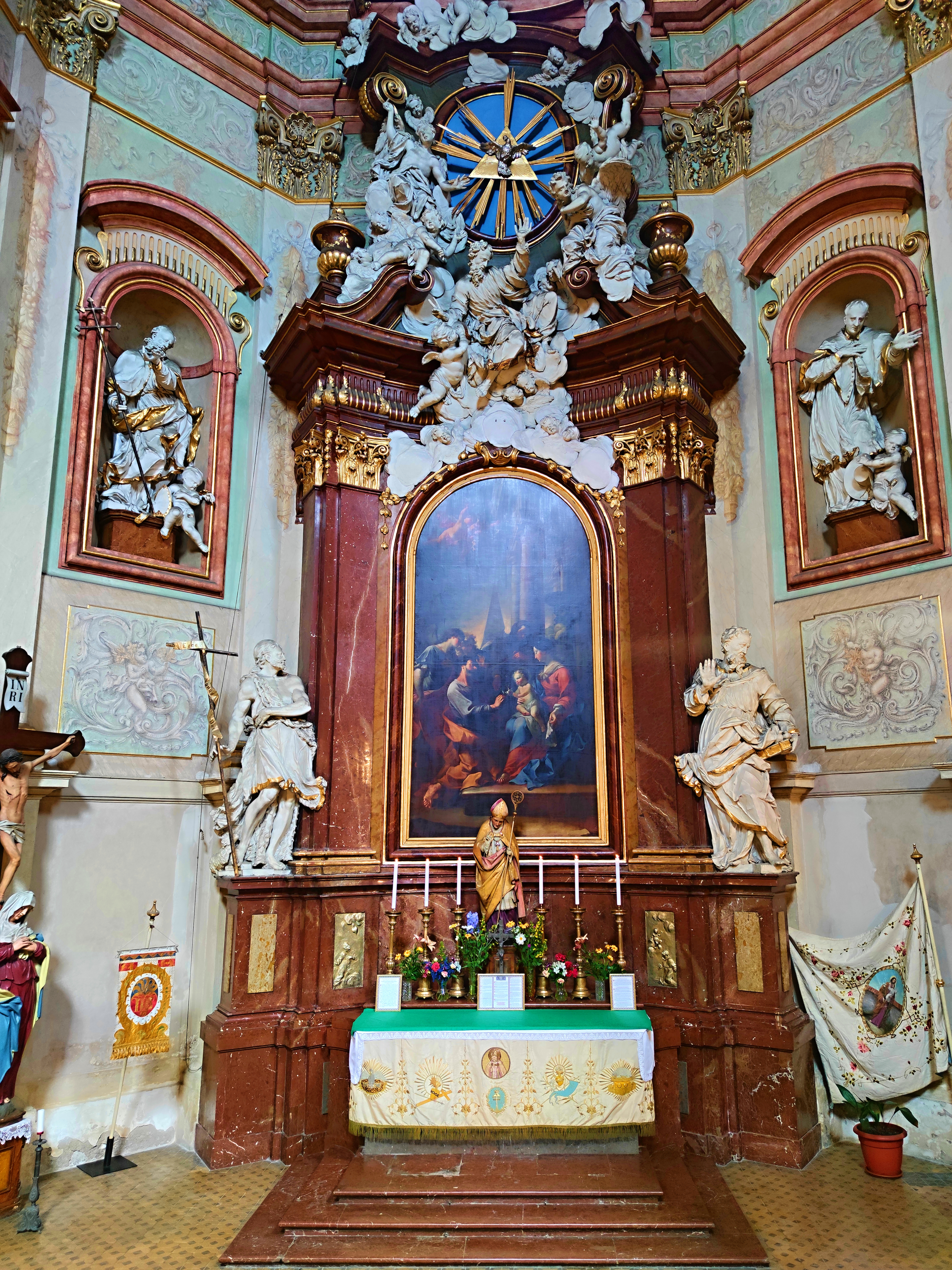
Boční oltář Sv. Rodiny

Oltář se nedochoval, na nárožním pilíři vítězného oblouku visí samotný obraz sv. Tekly meditující na poušti pod ochranou lva, který jí olizuje nohy a chrání ji před hady. Namaloval jej František Xaver Palko kolem roku 1750 pro barokní privilegovaný oltář, zlikvidovaný při tzv. "liturgické reformě" kolem roku 1970. Na oltáři stála socha Nejsvětějšího Srdce Páně posvěcená prvním českým pražským provinciálem redemporistů P. Františkem Němcem, C.Ss.R. roku 1904. Mezi lety 2019–2021 byla menza oltáře dočasně obnovena přemístěním obětního stolu z hlavní lodi a socha byla umístěna opět na původní místo. Po převzetí kostela Arcidiecézní charitou byla obnovena úprava liturgického prostoru podle reformy II. vatikánského koncilu. U tohoto oltáře konalo své dušičkové měsíční pobožnosti tzv. Zádušní bratrstvo. Stejně tak sloužil oltář při různých církevních slavnostech a jiných událostech pro vystavení soch a obrazů k veřejnému uctění.
- Boční oltář Panny Marie Matky Ustavičné pomoci

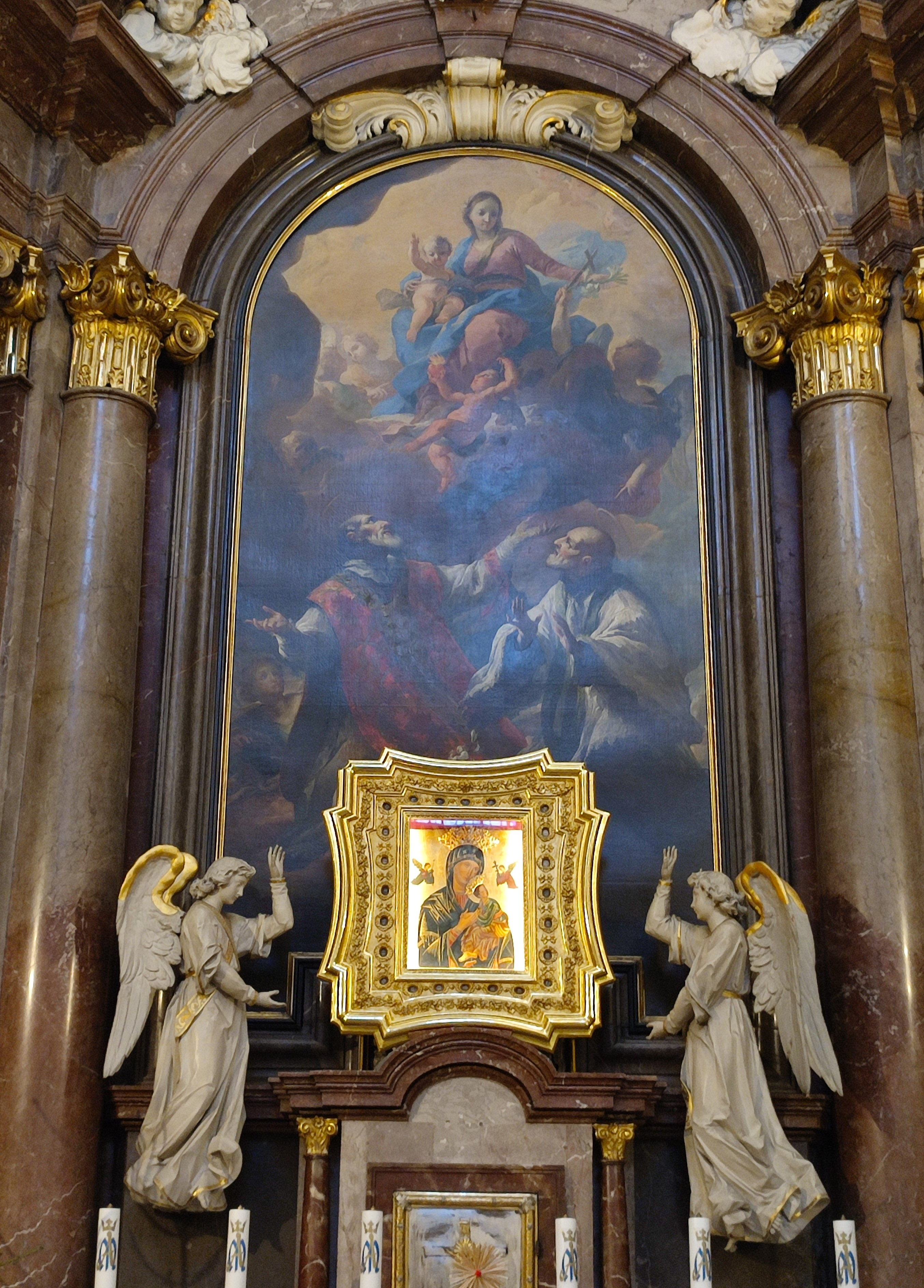
Boční oltář: Sv. Ondřej Avellinský a sv. Filip Neri adorují Pannu Marii s Ježíškem, na predele ikona Panny Marie Matky ustavičné pomoci

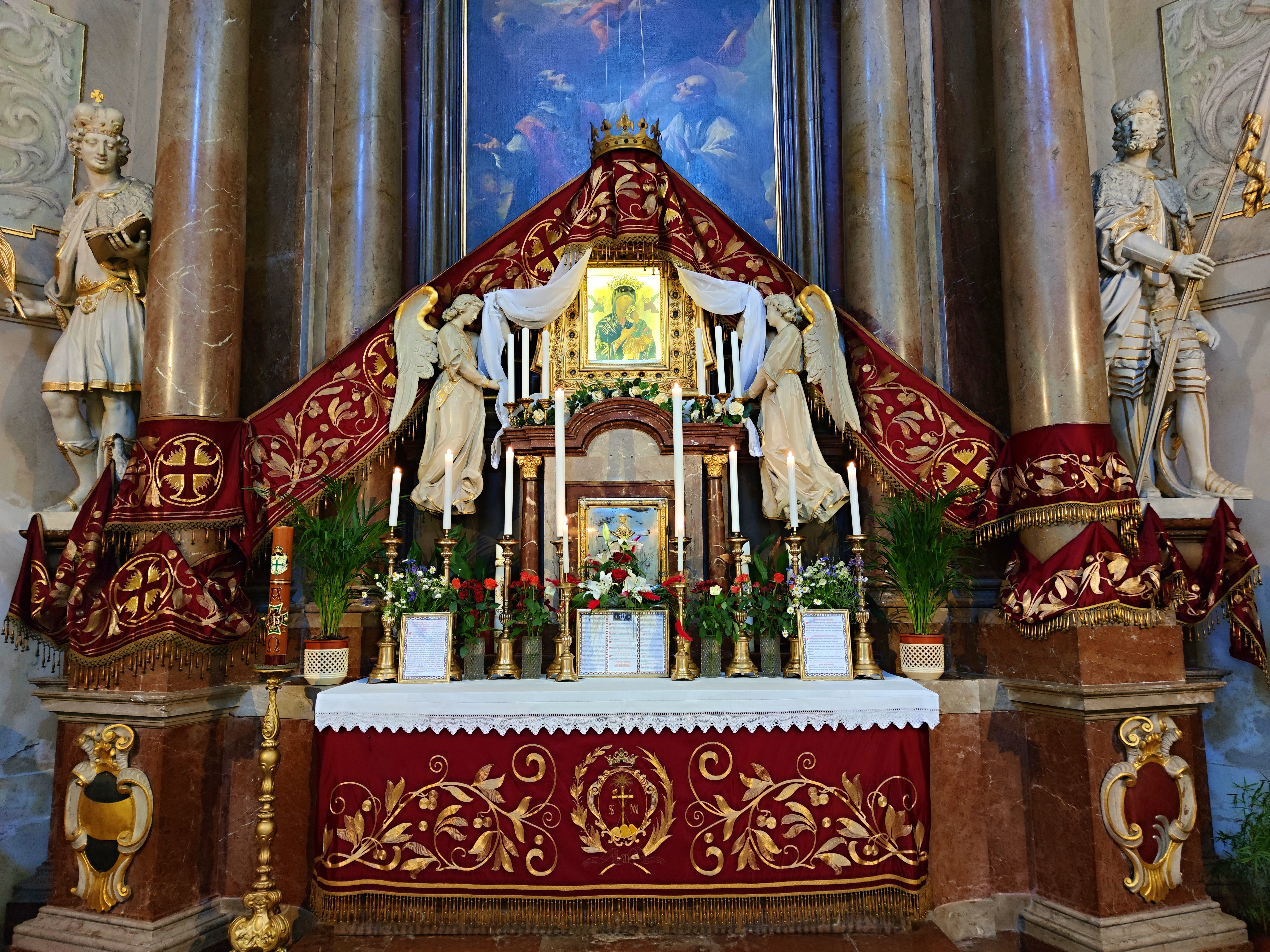
Ikona Panny Marie Matky Ustavičné pomoci

Levý mramorový boční oltář je na severní straně vedle sakristie a byl nazván podle mariánské ikony na predele. Oltář byl postaven nákladem Jeronýma hraběte Colloredo-Waldsee a jeho manželky Johanny Charlotty Karolíny hraběnky Kinské z Vchynic a Tetova. Hlavní oltářní obraz je barokní a představuje Pannu Marii s Ježíškem, kterou adorují sv. Ondřej Avellinský a sv. Filip Neri; namaloval jej roku 1706 Jan Valerián Callot. Po stranách oltáře stojí bíle štafírované dřevěné sochy sv. Víta a sv. Václava, které zhotovili Jan Oldřich Mayer a Ferdinand Geiger. Ve výklencích jsou sochy sv. Ignáce mučedníka a sv. Vojtěcha. Po příchodu redemptoristů byla nad svatostánek oltáře umístěna římská kopie ikony Panny Marie Matky Ustavičné pomoci. Tuto ikonu roku 1880 slavnostně korunoval Mons. Karel Průcha, světící biskup arcidiecéze pražské. V jejím pozlaceném rámu je vloženo více než šedesát relikvií svatých. K její úctě byla při kostele zřízena čtyři modlitební bratrstva a sesterstva.
- Boční oltář Svaté rodiny

Pravý mramorový boční oltář na jižní straně dal svým nákladem postavit správce české pošty Johann Kaspar, svobodný pán von Icking. Hlavní obraz Svaté rodiny namaloval Michael Václav Halbax v letech 1706–1707, v 19. století byl zčásti přemalován. Sochy po stranách oltáře představují sv. Jana Křtitele a sv. Jáchyma. V nástavci oltáře je sousoší Boha Otce a andělských kůrů, v nikách po stranách sochy sv. Karla Boromejského a sv. Augustina od neznámého italského mistra. Pod obrazem stála v letech 1869–1970 socha sv. Alfonse Maria z Liguori, zakladatele kongregace redemptoristů, a opět v letech 2018–2021, poté ji P. Stanislav Přibyl deponoval v sakristii. V nástavci oltáře bývaly relikviáře, na konci 90. let ukradené.
- Boční oltář sv. Kajetána z Tiene

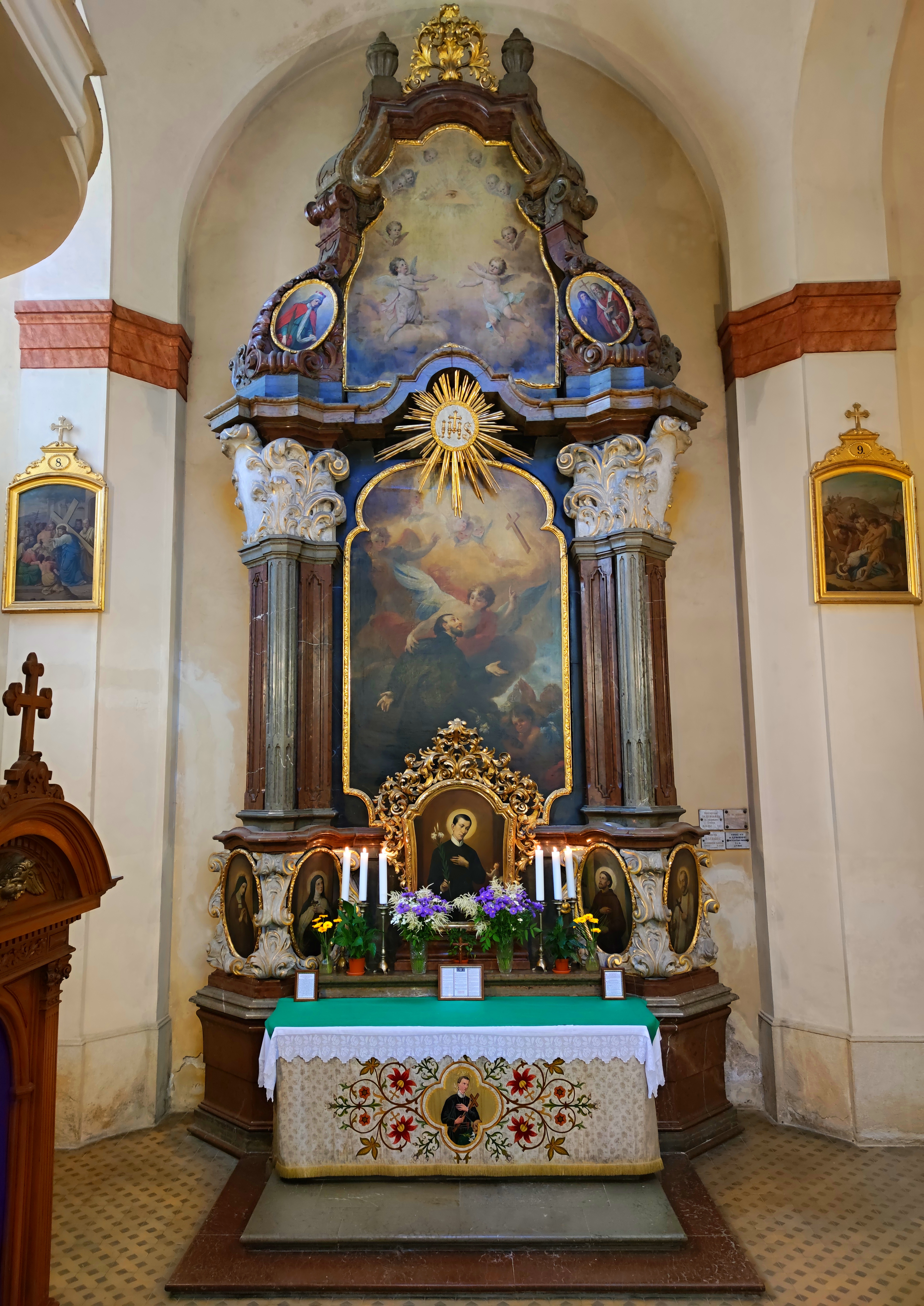
Oltář sv. Kajetána s obrazem sv. Gerarda Majelly

První boční oltář vlevo od vchodu je mramorový a zasvěcený patronovi kostela sv. Kajetánovi z Tiene a sv. Gerardu Majellovi. Oltář byl postaven nákladem Marie Adély hraběnky z Thun-Hohenštejna. Oltářní obraz představuje Zjevení Sv. Kříže sv. Kajetánovi od Johanna Michaela Rottmayera. V nástavci je obraz Božího oka adorovaného anděly, na místě původního okna. Kolem oltářního obrazu bylo původně osm epizod ze života sv. Kajetána, které se ztratily asi v první polovině 20. století a nahradily je oválné obrazy sv. Ludmily sv. Cyrila a sv. Metoděje, sv. Anežky České, sv. Františka z Assisi a sv. Terezie od Ježíše. Okolo roku 1895 byl na oltáři vystaven k veřejné úctě obraz sv. Gerarda Majelly, zdokumentovaný jako poutní s vykonanými zázraky na jeho přímluvu, jak dosvědčují čtyři děkovné votivní tabulky, zavěšené u oltáře. Úcta k obrazu začala postupně upadat po likvidaci kláštera redemptoristů v rámci Akce K v dubnu 1950, a po roce 2000, kdy vymřeli téměř všichni pamětníci, byl kostel pod správou farnosti u sv. Tomáše většinou uzavřen.
- Boční oltář sv. Klementa Maria Hofbauera

První boční oltář vpravo od vchodu, stojí na místě původního oltáře morových patronů. V novorokokové architektuře z roku 1888 byl vsazen oltářní obraz Sv. Klement Maria Hofbauer rozdává almužny namalovaný k jeho blahořečení roku 1889 Josefem Mathauserem. Díky jeho fotokopiím a devočním grafikámh se obraz proslavil. V nástavci oltáře je vsazena socha sv. Václava, pod oltářním obrazem sstojí novodobá socha sv. Judy Tadeáše.

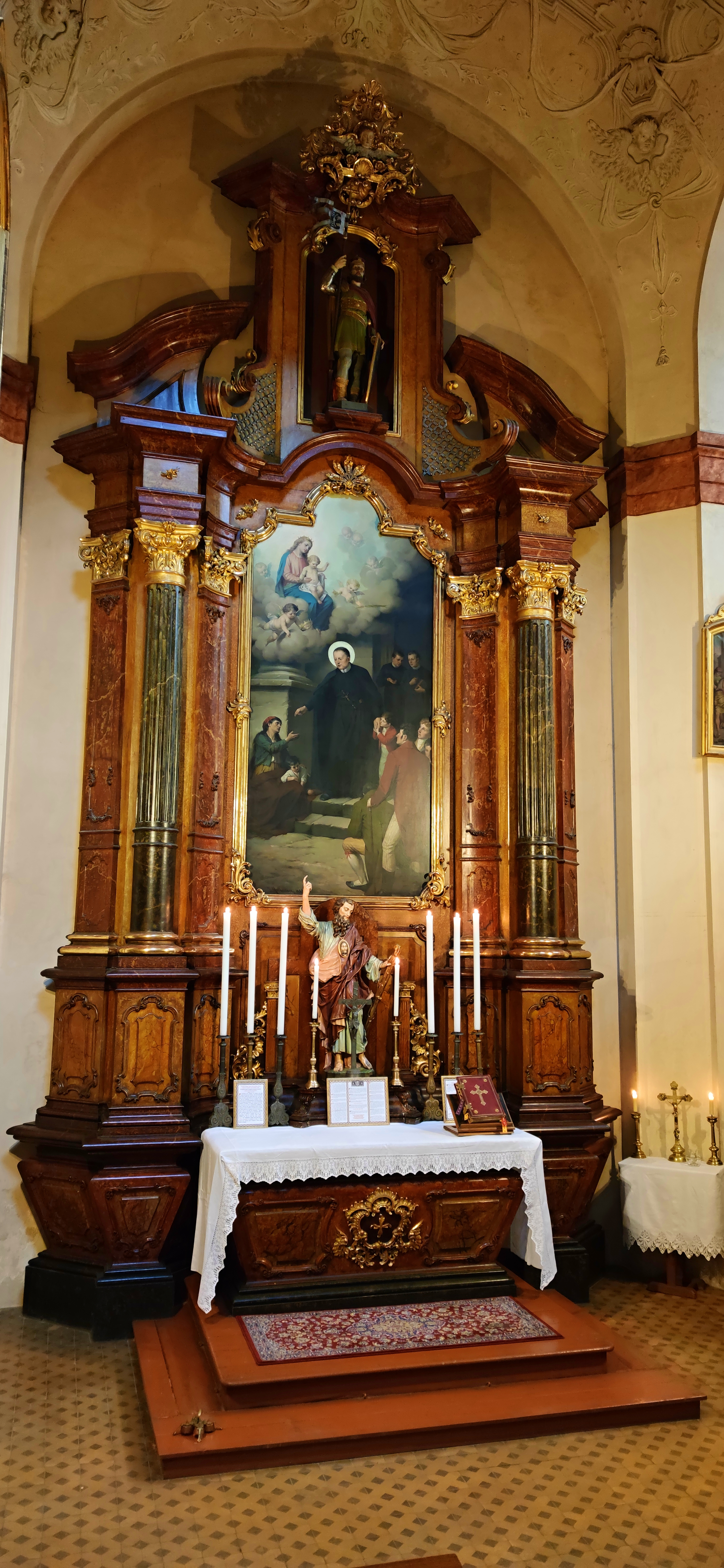
Boční oltář sv. Klementa Marii Hofbauera

- Kazatelna Nahradila původní kazatelnu, která byla v době josefínských reforem převezena do kostela sv. Mikuláše v Českých Budějovicích. Je pozdně barokní, zdobená dvojicí soch na poprsni: novozákonní Víry s kalichem v ruce a starozákonní Víry s úryvkem textu desatera. V nástavci je doplňuje socha anděla s deskami Starého zákona, společně s reliéfy jsou dílem Richarda Jiřího Prachnera z let 1731–1735. Na poprsni má reliéfy s biblickými motivy a pozdější znak kongregace redemptoristů.

- Varhany – trojdílná varhanní skříň má varhanní stroj z dílny pražského varhanáře Emanuela Šimona Petra. Původní barokní varhany byly odvezeny do kostela sv. Klimenta v Odolene Vodě.

- Hrobkypo předláždění kostela z 19. století zůstaly jen tři: před hlavním oltářem hrobka řádu theatinů, před oltářem Sv. Rodiny krypta šlechtičny Antonie Kaltenthalové, a v levé boční kapli krypta s krycí deskou bez označení.